# Jean-Jacques Lefranc de Pompignan

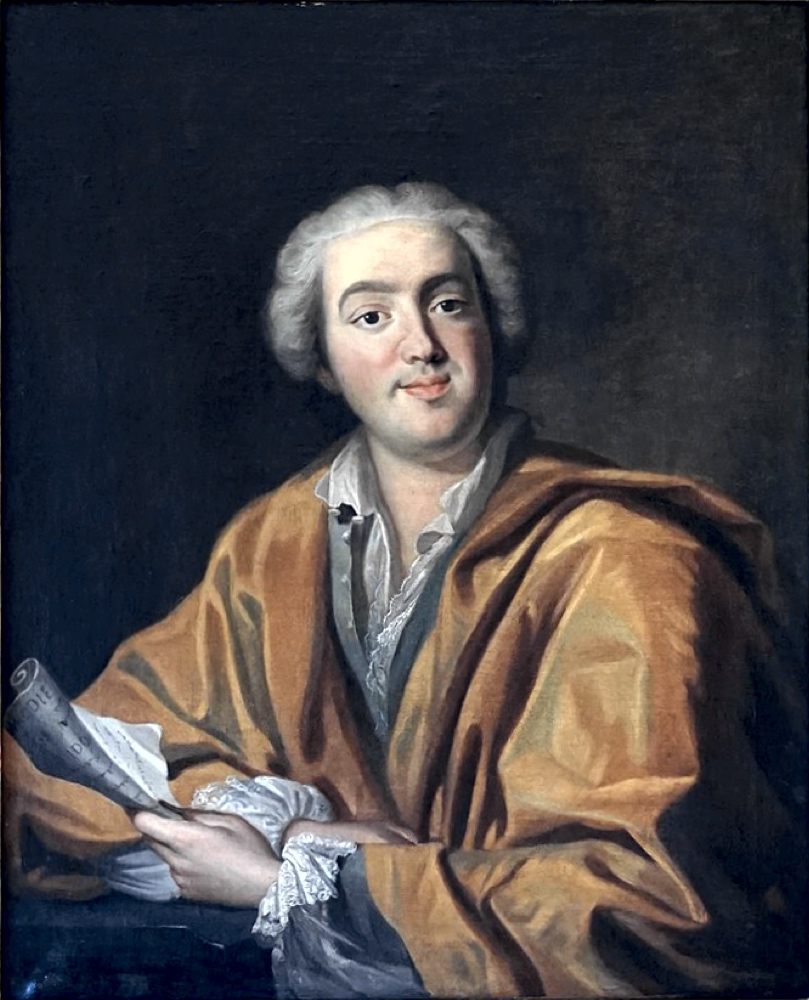
Jean-Jacques Lefranc markies de Pompignan

Jean-Jacques Lefranc markies de Pompignan (Montauban, 17 augustus 1709 - Pompignan, 1 november 1784) was een Franse edelman, magistraat en schrijver, lid van de Académie française.

## Levensloop

### Magistraat
Hij was een zoon van de magistraat Jacques Lefranc de Pompignan, die eerste voorzitter was van de Cour des Aides, een fiscale rechtbank in Montauban. Jean-Jacques Lefranc de Pompignan op zijn beurt werd in 1730 benoemd tot advocaat-generaal van de Cour des Aides. Hij richtte een verzoek aan de koning om de ellende van het volk aan te kaarten, wat hem een reprimande van kanselier Henri François d'Aguesseau opleverde. Na een aanklacht tegen misbruiken werd hij zelfs verbannen.
In 1747 was hij net als zijn vader voor hem eerste voorzitter was van de Cour des Aides. Hij gold als een van de beste Franse juristen van de 18e eeuw.

### Schrijver

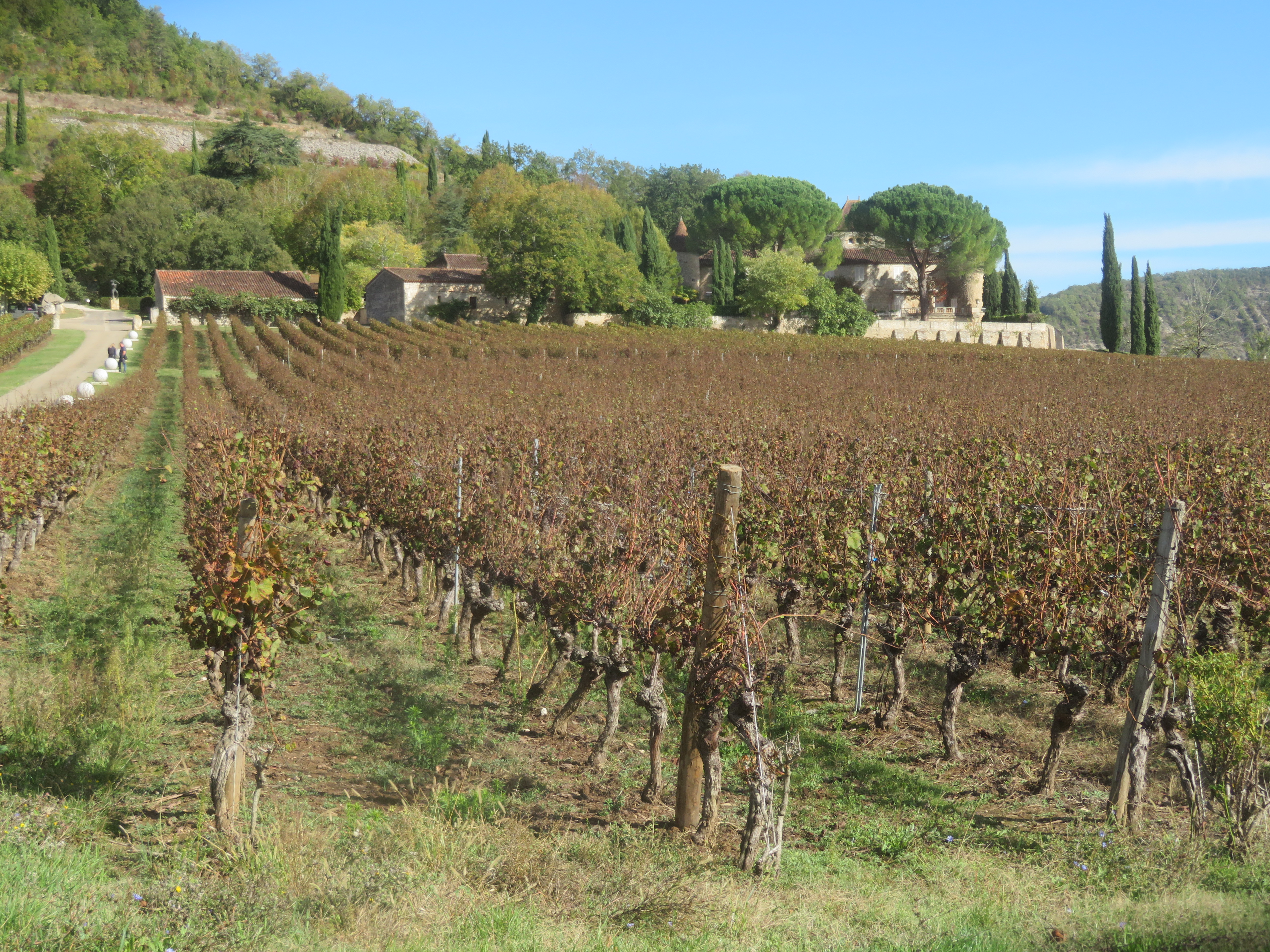
Het kasteel van Caïx

Hij was een van de grondleggers van de Académie de Montauban, gesticht als literaire kring in 1730 en erkend door de koning in 1740. Hij vertaalde werken van Aeschylus en schreef toneelstukken (waaronder Didon, gespeeld door de Comédie française) en libretto's voor opera's. Deze stegen niet uit boven de middelmaat en zijn sindsdien vergeten.
Op 6 september 1759 werd hij verkozen in de Académie française als vervanger van Pierre Louis de Maupertuis. Zijn redevoering bij zijn officiële ontvangst in 1760 was een moedige aanklacht tegen de verlichte filosofen. Als reactie dreven figuren als André Morellet en Voltaire de spot met de katholieke devotie van de markies de Pompignan in verschillende satirische geschriften. Als mikpunt van spot durfde hij zich niet meer vertonen in Parijs en trok hij zich terug in de provincie. Hij bleef wel literair actief.

### Privé-leven
Lefranc de Pompignan was een bibliofiel en was geïnteresseerd in archeologie, economie en landbouwkunde.
Hij huwde in 1757 met Marie-Antoinette de Caulaincourt. Schrijfster Olympe de Gouges, ook afkomstig uit Montauban maar van eenvoudige komaf, duidde Jean-Jacques Lefranc de Pompignan aan als haar natuurlijke vader. Hijzelf heeft dit steeds ontkend.
Tussen 1734 en 1737 en opnieuw tussen 1758 en 1763 verbleef hij in Parijs. Daarna trok hij zich terug uit de openbaarheid en verbleef afwisselend in zijn kasteel van Caïx (Luzech) en zijn eigendom te Pompignan.